# Micheline Jacques
Pour les articles homonymes, voir Jacques.
Micheline Jacques, née le 8 octobre 1971 à Saint-Barthélemy, est une femme politique française. Membre des Républicains (LR), elle est élue sénatrice de Saint-Barthélemy en 2020.

## Biographie
Elle est la troisième vice-présidente de la collectivité de Saint-Barthélemy.
Lors des élections législatives de 2017 à Saint-Barthélemy et Saint-Martin, elle est la suppléante de Claire Guion-Firmin, qui l’emporte au second tour avec 55 % des suffrages exprimés face à la candidate de La République en marche,.
Candidate LR aux élections sénatoriales de 2020 à Saint-Barthélemy, elle ne doit affronter aucune autre candidature et l’emporte avec 12 voix des grands électeurs, soit 100 % des suffrages exprimés. Elle succède à Michel Magras, qui ne se représentait pas, et siège au sein du groupe LR.
Le 9 novembre 2023, elle est élue présidente de la délégation sénatoriale aux outre-mer.